# 大阪府道202号森屋狭山線
大阪府道202号森屋狭山線（おおさかふどう202ごう もりやさやません）は、大阪府南河内郡千早赤阪村から大阪狭山市に至る一般府道である。

## 概要
南河内郡千早赤阪村大字森屋から大阪狭山市茱萸木（くみのき）1丁目に至る。
国道170号（大阪外環状線）と廿山南（つづやまみなみ）交点 - 富美ヶ丘南（ふみがおかみなみ）交点間で重複しており、大阪外環状線以東の旧道部分と、以西の新道部分とでは非常に印象が異なっている。

### 路線データ
- 起点：大阪府南河内郡千早赤阪村大字森屋（西楽寺前交差点、大阪府道・奈良県道705号富田林五條線交点）
- 終点：大阪府大阪狭山市茱萸木（くみのき）1丁目（亀の甲交差点、国道310号交点、大阪府道34号堺狭山線終点）

## 歴史
- 1974年（昭和49年） - 一般府道千早狭山線のうち南河内郡千早赤阪村大字森屋以西が一般府道森屋狭山線として認定。

## 路線状況

### 重複区間
- 国道170号（富田林市錦織北3丁目・廿山南交差点 - 富田林市寿町4丁目・富美ヶ丘南交差点）
- 大阪府道203号富田林狭山線（富田林市小金台1丁目・小金平交差点 - 富田林市小金台3丁目）

### 道路施設

#### 橋梁
- 高橋[注釈 1]（佐備川、富田林市）
- 高橋[注釈 2]（石川、富田林市）
- 久野喜橋（東除川、富田林市）
- 狭山池橋（西除川、大阪狭山市）

### 交通量
平日24時間交通量（台）（上下合計）

| 地点                | 平成17年度 （2005年度） | 平成22年度（2010年度） | 平成22年度（2010年度） | 備考 |
| ------------------- | ----------------------- | ---------------------- | ---------------------- | ---- |
| 地点                | 平成17年度 （2005年度） | 台数                   | 混雑度                 | 備考 |
| 富田林市佐備        | 11,848                  | 10,916                 | 0.90                   |      |
| 富田林市彼方        | 08,256                  | 07,334                 | 1.10                   |      |
| 富田林市高辺台1丁目 | 25,334                  | 23,282                 | 1.64                   |      |

## 地理

### 通過する自治体
- 大阪府
  - 南河内郡千早赤阪村 - 富田林市 - 大阪狭山市

### 交差する道路
| 交差する道路                                         | 市町村名   | 市町村名   | 交差する場所            | 交差する場所          |
| ---------------------------------------------------- | ---------- | ---------- | ----------------------- | --------------------- |
| 大阪府道・奈良県道705号富田林五條線                  | 南河内郡   | 千早赤阪村 | 大字森屋                | 西楽寺前交差点 / 起点 |
| 大阪府南河内広域農道 / 南河内フルーツロード          | 富田林市   | 富田林市   | 大字佐備                |                       |
| 大阪府道201号甘南備川向線                            | 富田林市   | 富田林市   | 大字佐備                | 中佐備交差点          |
| 国道170号 / 旧道 大阪府道20号枚方富田林泉佐野線 重複 | 富田林市   | 富田林市   | 錦織東2丁目             | 錦織（高橋）交差点    |
| 国道170号 / 大阪外環状線 重複区間起点                | 富田林市   | 富田林市   | 錦織北3丁目             | 廿山南交差点          |
| 国道309号                                            | 富田林市   | 富田林市   | 新家2丁目               | 新家交差点            |
| 大阪府道203号富田林狭山線                            | 富田林市   | 富田林市   | 美山台                  |                       |
| 国道170号 / 大阪外環状線 重複区間起点                | 富田林市   | 富田林市   | 寿町4丁目               | 富美ヶ丘南交差点      |
| 大阪府道203号富田林狭山線 重複区間起点               | 富田林市   | 富田林市   | 小金台1丁目             | 小金平交差点          |
| 国道309号 大阪府道203号富田林狭山線 重複区間終点     | 富田林市   | 富田林市   | 小金台3丁目             |                       |
| 大阪府道198号河内長野美原線                          | 大阪狭山市 | 大阪狭山市 | 半田6丁目               | 浦之庄交差点          |
| 国道310号 大阪府道34号堺狭山線                       | 大阪狭山市 | 大阪狭山市 | 茱萸木（くみのき）1丁目 | 亀の甲交差点 / 終点   |

### 交差する鉄道
- 近鉄長野線
- 南海高野線

### 沿線
- 瀧谷不動明王寺
- 初芝富田林中学校・高等学校
- 滝谷公園
- 近鉄長野線 滝谷不動駅
- 富田林市立錦郡幼稚園
- 大阪大谷大学
- 富田林市立第二中学校
- 富田林市立川西小学校
- 大阪府立河南高等学校
- 富田林市立金剛図書館
- 金剛ニュータウン
- 富田林市立高辺台小学校
- 富田林市立久野喜台小学校
- 狭山池
  - 狭山池公園